# YZ Большой Медведицы
YZ Большой Медведицы (лат. YZ Ursae Majoris) — одиночная переменная звезда в созвездии Большой Медведицы на расстоянии (вычисленном из значения параллакса) приблизительно 2837 световых лет (около 870 парсеков) от Солнца. Видимая звёздная величина звезды — от +12m до +10,7m.

## Характеристики
YZ Большой Медведицы — красная пульсирующая медленная неправильная переменная звезда (LB) спектрального класса M5.